# Arches (Cantal)
Arches – miejscowość i gmina we Francji, w regionie Owernia-Rodan-Alpy, w departamencie Cantal.
Według danych na rok 1990 gminę zamieszkiwały 174 osoby, a gęstość zaludnienia wynosiła 11 osób/km² (wśród 1310 gmin Owernii Arches plasuje się na 674. miejscu pod względem liczby ludności, natomiast pod względem powierzchni na miejscu 602.).